# 塞尼科韋 (庫皮揚斯克區)
塞尼科韋（烏克蘭語：Сенькове）是位於烏克蘭東部的村莊，由哈爾科夫州庫皮揚斯克區的庫里利夫卡市鎮負責管轄。該村始建於1685年，面積3.08平方公里，海拔高度93米，2001年人口1,272，海拔高度93米，2024年人口0，人口密度每平方公里413人。